# Хлоя Капри
Хлоя Капри (англ. Khloe Kapri; род. 13 октября 1997, Цинциннати, Огайо) — американская порноактриса и эротическая фотомодель.

## Биография
Родилась в октябре 1997 года в Цинциннати. После окончания средней школы, в возрасте 18 лет, познакомилась с порноиндустрией через актрису Келли Грин, подругу детства. Она переехала в Калифорнию и дебютировала как порноактриса в конце 2016 года, в возрасте 19 лет.
В течение первых месяцев она работала моделью и любительской порноактрисой на сайте Petergirls.
Как актриса работала продюсерских компаниях, Naughty America, Reality Kings, Kick Ass, AMK Pictures, Bangbros, Digital Playground, New Sensations, Digital Sin, Lethal Hardcore, Vixen, Pure Taboo, Evil Angel и Porn Fidelity, среди прочих.
В декабре 2020 года она была выбрана Вишней месяца сайтом Cherry Pimps.
Она снялась в более чем 710 фильмах.

## Награды и номинации
| Год  | Награда           | Результат | Категория                                      | Фильм                                   |
| ---- | ----------------- | --------- | ---------------------------------------------- | --------------------------------------- |
| 2019 | AVN Awards        | Номинация | Fan Award: Hottest Newcomer                    | н/д                                     |
| 2019 | Spank Bank Awards | Номинация | Best Vocals                                    | н/д                                     |
| 2019 | Spank Bank Awards | Номинация | Facial Cum Target of the Year                  | н/д                                     |
| 2019 | Spank Bank Awards | Номинация | Most Luscious Labia                            | н/д                                     |
| 2019 | Spank Bank Awards | Номинация | Slutty Step Sister / Step Daughter of the Year | н/д                                     |
| 2020 | AVN Awards        | Номинация | Лучшая сцена группового секса                  | Blacked Raw 21                          |
| 2020 | AVN Awards        | Номинация | Лучшая сцена триолизма                         | Disciples of Desire: Bad Cop — Bad City |
| 2020 | XBIZ Award        | Номинация | Лучшая актриса в табу-фильме                   | Second Parents                          |